# Sportklubbar i Sverige med engelskspråkiga namn
Under av 1990-talet blev det vanligt att basket- och ishockeyklubbar i Sverige i marknadsföringssammanhang använde sig av engelskspråkiga tilläggsnamn, i stil med de klubbnamn som används inom de stora professionell lagsporterna i Nordamerika. Många av namnen anspelade på djur. Under 2000-talets första decennium avtog trenden något, vissa behöll, andra avskaffade den. Här följer en lista på de klubbar som hade dessa namn och under vilka år det varade.
När Svenska basketligan hade sitt första uppkast säsongen 1992/1993 hade flera klubbar antagit engelskspråkiga tilläggs. och i Elitserien i ishockey införde flera av klubbarna sina tilläggsnamn inför säsongen 1994/1995.
Ungefär samtidigt blev nordamerikanska fenomen som cheerleading allt vanligare i Sverige.

## Lista över klubbar
| Klubb             | Tilläggsnamn                                 | Tid       |
| ----------------- | -------------------------------------------- | --------- |
| BIK Karlskoga     | Bofors Bobcats                               | 2001–2011 |
| Brynäs IF         | Brynäs Tigers                                | 1994-?    |
| Djurgårdens IF    | Djurgården Lions                             | 1994      |
| Frölunda HC       | Frölunda Indians                             | 1995–2021 |
| Färjestads BK     | Färjestad Wolves                             | 1994-1994 |
| Halmstads HK      | Halmstad Hammers                             | 1997–2005 |
| HV71              | HV71 Blue Bulls                              | 1994–2002 |
| IF Björklöven     | Björklöven Lynx                              |           |
| Kalmar Saints     | Kalmar Saints                                |           |
| Leksands IF       | Leksand Stars                                | 1994–2007 |
| Luleå HF          | Luleå Bears (dock inget officiellt smeknamn) | 1994-2018 |
| Malmö IF          | Malmö (MIF) Redhawks                         | 1996–     |
| Nybro Vikings IF  | Nybro Vikings                                | 2002–     |
| Oskarshamns BBK   | Oskarshamn Atomics                           |           |
| Rögle BK          | Rögle Griffins                               | 1996-2000 |
| Södertälje BBK    | Södertälje Kings                             |           |
| Södertälje SK     | SSK Lightning                                |           |
| Timrå IK          | Timrå Red Eagles                             | 1996-2016 |
| Västerås IK       | Västerås Black Eagles                        |           |
| Växjö Lakers HC   | Växjö Lakers                                 | 1997–     |
| Surahammars IF    | Sura Blue Hammers                            | 1995-20?? |
| Hallstahammars HK | Hallsta Black Sheep                          | 2008-2016 |